# Dorine Stéphane Mambou
Dorine Stéphane Mambou est une boxeuse camerounaise née le 15 mars 1985.

## Carrière
Aux Jeux africains de 2019, elle remporte la médaille de bronze dans la catégorie des moins de 57 kg.
Elle est médaillée de bronze dans la catégorie des moins de 57 kg aux championnats d'Afrique de boxe amateur 2023 à Yaoundé.